# Trésilley
Trésilley ist eine Gemeinde im französischen Département Haute-Saône in der Region Bourgogne-Franche-Comté.

## Geographie
Trésilley liegt auf einer Höhe von 304 m über dem Meeresspiegel, vier Kilometer nordwestlich von Rioz und etwa 24 Kilometer nördlich der Stadt Besançon (Luftlinie). Das Dorf erstreckt sich im Süden des Departements, auf einem Plateau zwischen den Waldhöhen der Forêt de Sorans im Süden und des Bois des Rêpes im Norden.
Die Fläche des 11,08 km² großen Gemeindegebiets umfasst einen Abschnitt der gewellten Landschaft zwischen den Flusstälern von Ognon im Süden und Saône im Nordwesten. Der zentrale Teil des Gebietes wird vom Plateau von Trésilley eingenommen, das durchschnittlich auf 310 m liegt. Es ist überwiegend mit Acker- und Wiesland bestanden. Gegen Südosten senkt sich das Plateau zur Fläche von Rioz, gegen Nordwesten zum Quellgebiet der Romaine und gegen Südwesten zum Quellgebiet der Tounolle. Auf dem Plateau gibt es kein oberirdisches Fließgewässer, weil das Niederschlagswasser im verkarsteten Untergrund versickert. 
Flankiert wird die Hochfläche von Trésilley im Westen von der Höhe des Bois de Chatey (399 m), im Süden von den Waldkuppen des Bois de la Charrière (387 m), die zum Gebiet der Forêt de Sorans gehören. Nach Norden erstreckt sich das Gemeindeareal mit einem schmalen Zipfel auf die Höhe des Bois des Rêpes, auf der mit 400 m die höchste Erhebung von Trésilley erreicht wird. In geologischer Hinsicht besteht das Plateau aus sandig-mergeligen Schichten aus der oberen Jurazeit, während die Anhöhen vorwiegend aus Kalkschichten des mittleren und oberen Jura aufgebaut sind.
Nachbargemeinden von Trésilley sind Fondremand und Hyet im Norden, Rioz im Osten, Montarlot-lès-Rioz im Süden.

## Geschichte
Zur Römerzeit wurde das Gemeindegebiet von einem Verkehrsweg, der vom Rhein zur Saône führte, durchquert. Ein Gräberfeld aus der Merowingerzeit weist auf eine frühe Besiedlung hin. Im Mittelalter gehörte Trésilley zur Freigrafschaft Burgund und darin zum Gebiet des Bailliage d’Amont. Die lokale Herrschaft über das Dorf hatte die Baronie Fondremand inne. Zusammen mit der Franche-Comté gelangte Trésilley mit dem Frieden von Nimwegen 1678 definitiv an Frankreich. Heute ist das Dorf Mitglied des 33 Ortschaften umfassenden Gemeindeverbandes Communauté de communes du Pays Riolais.

## Sehenswürdigkeiten
Die Dorfkirche von Trésilley wurde im 19. Jahrhundert erbaut und besitzt Mobiliar im Stil der Neugotik. Die Mairie (Gemeindehaus) stammt von 1839 und der Rundbrunnen auf dem Dorfplatz von 1838.

## Bevölkerung
| Jahr                       | 1962 | 1968 | 1975 | 1982 | 1990 | 1999 |
| Einwohner                  | 106  | 90   | 103  | 119  | 131  | 148  |
| Quellen: Cassini und INSEE |      |      |      |      |      |      |

Mit 275 Einwohnern (1. Januar 2022) gehört Trésilley zu den kleinen Gemeinden des Département Haute-Saône. Nachdem die Einwohnerzahl in der ersten Hälfte des 20. Jahrhunderts deutlich abgenommen hatte (1886 wurden noch 233 Personen gezählt), wurde seit Beginn der 1970er Jahre wieder ein kontinuierliches Bevölkerungswachstum verzeichnet. Seither hat sich die Einwohnerzahl verdoppelt.

## Wirtschaft und Infrastruktur
Trésilley war bis weit ins 20. Jahrhundert hinein ein vorwiegend durch die Landwirtschaft (Ackerbau, Obstbau und Viehzucht) und die Forstwirtschaft geprägtes Dorf. Heute gibt es einige Betriebe des lokalen Kleingewerbes. In den letzten Jahrzehnten hat sich das Dorf zu einer Wohngemeinde gewandelt. Viele Erwerbstätige sind deshalb Wegpendler, die in den größeren Ortschaften der Umgebung ihrer Arbeit nachgehen.
Die Ortschaft liegt abseits der größeren Durchgangsachsen an einer Departementsstraße, die von Rioz nach Fondremand führt. Weitere Straßenverbindungen bestehen mit La Malachère und Montarlot-lès-Rioz.